# Eumedonia albocincta
Eumedonia albocincta är en fjärilsart som beskrevs av Schultz 1903. Eumedonia albocincta ingår i släktet Eumedonia och familjen juvelvingar. Inga underarter finns listade i Catalogue of Life.